# Modèle de Wess-Zumino-Novikov-Witten
Ne doit pas être confondu avec le modèle de Wess–Zumino (en)
En physique théorique et en mathématiques, le modèle Wess–Zumino–Novikov–Witten (WZNW) est un modèle simple de la théorie conforme des champs dont les solutions sont réalisées par des algèbres de Kac-Moody affines.
Ce modèle est nommé d'après Julius Wess, Bruno Zumino, Sergei Novikov et Edward Witten,,,.

## Action
Soit G un groupe de Lie compact simplement connexe  et g son algèbre de Lie simple. Soit γ, un champ envoyant les points de la compactification du plan complexe, S², vers G,
{\displaystyle {\displaystyle \gamma :S^{2}\to G}.}
Le modère WZNW est alors un modèle sigma non linéaire défini par γ avec une action donnée par 
{\displaystyle S_{k}(\gamma )=-\,{\frac {k}{8\pi }}\int _{S^{2}}d^{2}x\,{\mathcal {K}}(\gamma ^{-1}\partial ^{\mu }\gamma \,,\,\gamma ^{-1}\partial _{\mu }\gamma )+2\pi k\,S^{\mathrm {W} Z}(\gamma ).}
où ∂μ  =  ∂/∂xμ est la dérivée partielle, la métrique est euclidienne et la convention de sommation d'Einstein s'applique sur les indices répétés.  {\displaystyle {\mathcal {K}}} dénote la forme de Killing sur g; ce premier terme est le terme cinétique standard en théorie quantique des champs.
SWZ dénote le terme de Wess–Zumino et peut être écrit comme 
{\displaystyle S^{\mathrm {W} Z}(\gamma )=-\,{\frac {1}{48\pi ^{2}}}\int _{B^{3}}d^{3}y\,\epsilon ^{ijk}{\mathcal {K}}\left(\gamma ^{-1}\,{\frac {\partial \gamma }{\partial y^{i}}}\,,\,\left[\gamma ^{-1}\,{\frac {\partial \gamma }{\partial y^{j}}}\,,\,\gamma ^{-1}\,{\frac {\partial \gamma }{\partial y^{k}}}\right]\right)},
où [,] est un commutateur, εijk est le symbole complètement anti-symétrique,  et l'intégration sur les coordonnées yi for i=1,2,3 se fait sur la boule de rayon unitaire B³. Une extension du domaine de γ permet de définir le champ à l'intérieur de la boule unitaire.  Cette extension est possible puisque le groupe d'homotopie π2 (G) donnant les classes d'équivalence de γ, originellement définie sur  S² = ∂B³, est trivial pour un groupe de Lie compact simplement connexe G.

### Obstructions topologiques
L'extension du champ n'est pas unique; la nécessité que la physique soit indépendante de l'extension impose une condition de quantification sur le paramètre de couplage k qu'on définit comme le niveau. Soient deux extensions distinctes de γ à l'intérieur de la boule unitaire. Les deux réalisations de la boule sont collées à leur frontière S². Une 3-sphère topologique résulte de cette opération; chaque boule B³ constitue un hémisphère de S³. L'union des deux extensions de γ sur chaque boule définit alors une carte S³ → G.  Or,  dans ce cas, pour tout groupe de Lie compact simplement connexe G, le groupe d'homotopie est π3(G) = ℤ.
L'opération de collage de deux boules B³ donnant une trois-sphère S³  revient à soustraire les termes Wess-Zumino sur une même boule B³. Ceci  indique que 
{\displaystyle S^{\mathrm {W} Z}(\gamma )-S^{\mathrm {W} Z}(\gamma ')=n~,}
où γ and γ'  dénotent les deux extensions distinctes sur la boule unitaire, et n, un entier, est le nombre d'enroulement  de la carte résultant du collage. 
Or, la physique du modèle est inchangée à condition que
{\displaystyle \exp \left(i2\pi kS^{\mathrm {W} Z}(\gamma )\right)=\exp \left(i2\pi kS^{\mathrm {W} Z}(\gamma ')\right)~.}
Alors, les considérations topologiques permettent de conclure que le niveau k doit être entier lorsque G  est un groupe de Lie compact simplement connexe.  Dans le cas d'un groupe de Lie semisimple ou non-connexe, le niveau constitue un entier pour composante simple et connexe.

### Généralisations
L'exemple montre un modèle de WZNW défini sur la sphère de Riemann S ².  Une généralisation où le champ γ habite sur une surface de Riemann compacte est possible.

## Algèbre de courant
L'algèbre de courant du modèle de WZNW est l'algèbre de Kac-Moody. Le tenseur de stress-énergie est donné par la construction de Sugarawa.